# 千羽由利子
千羽 由利子（ちば ゆりこ、1967年3月9日 - ）は、日本のアニメーター、キャラクターデザイナー。熊本県出身。

## 略歴
東京デザイナー学院（現：東京ネットウエイブ）卒業後、スタジオジャイアンツに入社。1994年、高橋ナオヒトや深沢幸司らと共にオー・エル・エムの設立に参加し、同社作品でキャラクターデザインや作画監督を数多く務めた。現在はフリーランス。
日本のアニメーションにおける女性作画陣の代表的な人物として有名。『OVERMANキングゲイナー』『プラネテス』以降の作品で中田栄治と一緒に仕事をすることが多い。繊細で可憐なタッチでファンを集めたが、『フィギュア17 つばさ&ヒカル』以降はリアル寄りのタッチになった。
学生の頃はサンライズなどのロボットアニメを好んで良く見ていたという。憧れのアニメーターとして安彦良和を挙げている。小黒祐一郎は千羽の画のポイントとして、立体的であり緻密で華があることと述べている。

## 参加作品

### テレビアニメ
- 名門!第三野球部 （1988年 - 1989年、動画）
- NG騎士ラムネ&40 （1990年 - 1991年、作画監督）
- 花の魔法使いマリーベル （1992年 - 1993年、作画監督・原画）
- 剣勇伝説YAIBA （1993年 - 1994年、作画監督）
- メタルファイター・MIKU （1994年、作画監督）
- 覇王大系リューナイト （1994年 - 1995、作画監督）
- 恐竜冒険記ジュラトリッパー （1995年、原画）
- H2 （1995年 - 1996年、作画監督）
- モジャ公 （1995年 - 1997年、原画）
- 超者ライディーン （1996年 - 1997年、原画）
- 剣風伝奇ベルセルク （1997年 - 1998年、作画監督）
- To Heart （1999年、キャラクターデザイン・総作画監督）
- 鋼鉄天使くるみ （1999年 - 2000年、キャラクターデザイン・総作画監督）
- 犬夜叉 （2000年 - 2004年、原画）
- こみっくパーティー （2001年、原画）
- ポケットモンスター ミュウツー! 我ハココニ在リ （2001年、原画）
- フィギュア17 つばさ&ヒカル （2001年 - 2002年、キャラクターデザイン[3]・総作画監督）
- サイボーグ009 THE CYBORG SOLDIER （2001年 - 2002年、原画）
- 東京アンダーグラウンド （2002年、原画）
- OVERMANキングゲイナー （2002年 - 2003年、作画監督・原画）
- プリンセスチュチュ （2002年 - 2003年、原画・OP原画）
- ストラトス・フォー （2003年、原画）
- GAD GUARD （2003年、原画）
- プラネテス （2003年 - 2004年、キャラクターデザイン・総作画監督・作画監督）[4]
- 絢爛舞踏祭 ザ・マーズ・デイブレイク （2004年、作画監督）
- 巌窟王 （2004年、原画）
- ウィッチブレイド （2006年、OP原画）
- 交響詩篇エウレカセブン （2006年、作画監督・原画）
- コードギアス 反逆のルルーシュシリーズ
  - コードギアス 反逆のルルーシュ （2006年 - 2007年、メインアニメーター・総作画監督・作画監督）
  - コードギアス 反逆のルルーシュR2 （2008年、メインアニメーター・総作画監督・作画監督・原画）
- 機動戦士ガンダム00 セカンドシーズン （2009年、OP2原画）
- テイルズ オブ ジ アビス （2009年、第二原画）
- 鉄のラインバレル （2009年、原画）
- シャングリ・ラ （2009年、ED原画）
- 俺の妹がこんなに可愛いわけがない （2010年、総作監協力）
- セイクリッドセブン（2011年、キャラクターデザイン・作画監督・作画監督補佐）
- アクエリオンEVOL（2012年、総作画監督・総作画監督補佐・作画監督補佐・原画・ED2作画）
- ガールズ&パンツァー（2012年、原画）
- エウレカセブンAO（2012年、原画）
- 翠星のガルガンティア（2013年、作画監督補佐・原画）
- スペース☆ダンディ（2014年、作画監督・OP原画）
- 純潔のマリア（2015年、キャラクターデザイン・総作画監督・原画・OP/ED作画監督）
- 機動戦士ガンダム 鉄血のオルフェンズ（2016年、OP2原画・原画）

### OVA
- シークエンス （1992年、原画）
- 超音戦士ボーグマン2 -新世紀2058- （1993年、サブキャラクターデザイン・作画監督・原画）
- 湘南純愛組! （1994年、キャラクターデザイン・作監補佐・原画）
- ステンレス・ナイト （1995年、作画監督・原画） ※18禁
- Ninja者 （1996年、原画）
- ぶっとび!!CPU （1997年、キャラクターデザイン・作画監督） ※15禁（現在の規定では18禁）
- 誘惑 カウントダウン （1998年、原画） ※18禁
- みずいろ （2003年、作画監督補佐） ※全年齢版のみ
- 機動戦士ガンダムUC （2010年、作画監督・原画）

### 劇場アニメ
- 劇場版ポケットモンスター ミュウツーの逆襲 （1998年、原画）
- ブレイブ ストーリー （2006年、キャラクター原案（共同）・キャラクターデザイン・総作画監督）
- セイクリッドセブン 銀月の翼 （2012年、キャラクターデザイン・作画監督）
- 虐殺器官 （2017年、原画）
- アイの歌声を聴かせて（2021年、原画）

### Webアニメ
- リーンの翼 （2006年、原画）
- 亡念のザムド （2008年、原画）

### その他
- TWO-MIX PV WHITE REFLECTION （1997年、キャラクターデザイン・総作画監督）